# Antonio Valladolid Rodríguez
Antonio Valladolid Rodríguez (San Diego, California, 22 de febrero de 1973). Es un político mexicano, miembro del Partido Acción Nacional, fue diputado federal en el Congreso de la Unión de 2006 a 2009.
Antonio Valladolid es Licenciado en Derecho egresado del Instituto Tecnológico y de Estudios Superiores de Monterrey, fue abogado litigante y luego ocupó diversos cargos en varias empresas privadas; en 1994 fue coordinador de la precampaña de Fernando Margáin Berlanga a alcalde de San Pedro Garza García, Nuevo León, y al ser electo y asumir el cargo, su secretario particular, de 1995 a 1998 fue secretario particular en Tijuana del gobernador de Baja California Héctor Terán Terán, de 1999 a 2001 del Ayuntamiento de Tijuana encabezado por Francisco Vega de Lamadrid, en 2003 fue elegido diputado federal suplente de José Guadalupe Osuna Millán, quien sería a la postre gobernador de Baja California, y de 2003 a 2004 fue Secretario de Finanzas del comité estatal del PAN en Baja California.
En 2006 fue elegido diputado federal por el V Distrito Electoral Federal de Baja California a la LX Legislatura que concluyó en 2009, en ésta se desempeñó como presidente de la comisión de Población, Fronteras y Asuntos Migratorios, y miembro de la comisión de Vigilancia a la Auditoría Superior de la Federación.
El 1 de agosto de 2010 asumió el cargo de delegado del Instituto Nacional de Migración en Baja California, remplazando a Francisco Javier Reynoso Nuño, quien dejó el cargo tras siete años de estar en él.